# Dischidia dasyphylla
Dischidia dasyphylla är en oleanderväxtart som beskrevs av Rudolf Schlechter. Dischidia dasyphylla ingår i släktet Dischidia och familjen oleanderväxter. Inga underarter finns listade i Catalogue of Life.